# Scybalophagus pilosus
Scybalophagus pilosus är en skalbaggsart som beskrevs av Felsche 1910. Scybalophagus pilosus ingår i släktet Scybalophagus och familjen bladhorningar. Inga underarter finns listade i Catalogue of Life.